# Grosser Preis des Kantons Aargau 1976
Il Grosser Preis des Kantons Aargau 1976, tredicesima edizione della corsa, si svolse il 1º agosto su un percorso di 220 km, con partenza e arrivo a Gippingen. Fu vinto dall'olandese Roy Schuiten della Lejeune-BP davanti al suo connazionale Jan Raas e al belga Pol Verschuere.

## Ordine d'arrivo (Top 10)
| Pos. | Corridore        | Squadra                          | Tempo    |
| ---- | ---------------- | -------------------------------- | -------- |
| 1    | Roy Schuiten     | Lejeune-BP                       | 5h04'04" |
| 2    | Jan Raas         | Ti-Raleigh-Campagnolo            | a 2"     |
| 3    | Pol Verschuere   | Flandria-Velda-W-VL Vleesbedrijf | s.t.     |
| 4    | Paul Wellens     | Miko-De Gribaldy-Superia         | s.t.     |
| 5    | Roger Loysch     | Miko-De Gribaldy-Superia         | s.t.     |
| 6    | Freddy Maertens  | Flandria-Velda-W-VL Vleesbedrijf | a 11"    |
| 7    | Piet van Katwijk | Ti-Raleigh-Campagnolo            | s.t.     |
| 8    | Herman Vrijders  | Miko-De Gribaldy-Superia         | s.t.     |
| 9    | Geert Malfait    | Maes Pils-Rokado                 | s.t.     |
| 10   | José De Cauwer   | Ti-Raleigh-Campagnolo            | s.t.     |